# Thadeus Venture
Es uno de los personajes principales de la serie "Los hermanos Venture" del canal Cartoon Network en el espacio de animación Adult Swim, es el padre de Hank y Dean Venture. El Dr. Thadeus Venture es tal vez el personaje principal de la serie, ya que todos los capítulos se relacionan con él de una u otra forma, en el primer capítulo de la segunda temporada, la animación de inicio la realizó con su hermano, el Dr. Jonas Venture Jr en las mismas tomas que se hacen a Hank y Dean.

## Personalidad y Relaciones
El doctor Venture es tal vez, el personaje central de la serie ya que casi todo gira alrededor de él o a alguien afiliado con él. Es hijo del ya fallecido Jonas Venture, el mejor científico de su época y líder del equipo Venture original, y aunque en su niñez parecía disfrutar de las aventuras que vivía con su padre, ahora que atraviesa la mediana edad (43) ahora parece odiar las aventuras y constantemente falla en las pocas cosas que harían que su padre estuviera orgulloso de él.
Adicionalmente al equipo Venture original, Jonas y Thaddeus tenían otros aliados como el guardaespaldas de Jonas, el campeón de boxeo de peso medio Swifty y el amigo de Thaddeus, Hector, un joven mexicano. A pesar de volver a saber de su existencia, Venture despidió a 2 de estos hombres de sus antiguos empleos en las industrias Venture.
Thaddeus tiene 2 hijos propios, Hank y Dean. Su manera de ser padre podría ser descrita como auto-centrada, confiando bastante en su guardaespaldas Brock Samson para que mantenga a los chicos fuera de problemas. A pesar de las asombrosas habilidades de Brock los chicos han muerto una docena de veces. Por ello Thaddeus desarrollo su máquina de clonación para regenerar los cuerpos de los chicos y usa dispositivos audio-sugestivos en sus camas para grabar sus memorias cada noche. A pesar de su ridiculez y su negligencia, parece amar a los chicos de corazón o al menos posee un sentido de responsabilidad con ellos; el sigue volviéndolos a clonar (y les oculta esa información para proteger su cordura), en una ocasión trato de proteger a Hank cuando Richard Impossible le iba a disparar, ha expresado preocupación por la inocencia de los chicos en cuestiones de sexo y también manifestó preocupación y arrepentimiento cuando Dean empezó a tener un serio dolor testicular.
Venture aparenta ser capaz para impresionar a Brock, cosa en la que usualmente falla. A pesar de esto, el y Brock tienen una relación relativamente amigable y Brock se ha mantenido fiel al Dr. Venture y lo cuida en su misión de protegerlo de cualquier peligro. Venture parece encontrar a Brock emocionalmente recomfortable también. Venture también mantiene amistad con 2 colegas de la universidad, el Dr.Peter White y Master Billy Quizboy, a quienes ocasionalmente recurre por ayuda. Sin embargo, otro colega de la universidad, el Baron Werner Underbheit, culpa a Venture por el accidente de laboratorio que resultó en la pérdida de la mandíbula de Underbheit; Venture constantemente niega haber estado involucrado en el incidente.
El Monarca se considera archienemigo de Venture, pero por una razón inexplicable, aun así Venture lo considera una molestia a la que no vale la pena tomar en consideración.
Sus inventos usualmente son re-invenciones y versiones inferiores de las cosas que su padre construyó, abusa de estimulantes ilegales, a las que el llama "píldoras de dieta", para mantenerse activo y reprimir memorias traumáticas de su niñez como cuando fue obligado a probar un prototipo para un parque de diversiones. También ha demostrado lactar en momentos de gran estrés.
Venture ha tenido momentos de introspectiva y compasión e inclusive encanto, pero estos son pocos y nada constantes, puesto que constantemente recae en su cinismo, auto compasión, egoísmo extremo y su actitud nada moral. Tal vez su momento más bajo fue cuando reveló que tomó el corazón de un huérfano y lo uso para darle energía a su más nuevo invento.
Parece mantener su vida aventurera porque no tiene nada más en su futuro. Sus únicas alternativas parecen ser una carrera como orador en colegios de las comunidades Mexicanas.
Él es el rentero del Dr.Orpheo. Aunque los 2 aprenden a llevarse bien, Venture frecuentemente se molesta por los dramas de Orpheo y los 2 tienen un gran debate en los méritos de la tecnología V.S. la magia.

## Familia y Amigos
Su padre es el archireconocido Dr. Jonas Venture, y actualmente tiene 2 hijos: Hank y Dean, tiene también un hermano mellizo Jonas Venture Jr. al cual se comió cuando ambos estaban en el vientre materno.
Brock Samson es el guardaespaldas de la familia aunque podría considerarse su único amigo.
Pete White fue uno de los mejores amigos cuando estuvo en la universidad.

## Inventos
- El rayo Ooo, capaz de destruir una ciudad.
- Mantener con vida a un perro después de remover su piel (el perro murió después, según Hank).
- Reparar a H.E.L.P.eR. en varias ocasiones e inclusive convertirlo en una máquina de diálisis.
- Desarrolló un antídoto para el suero Goliath junto con Pete White y Billy Quizboy (Aunque el antídoto no era nada más que aderezo de ensaladas, según el profesor Richard Impossible).
- Construyó a G.U.A.R.D.O. un robot de defensa muy capaz pero peligroso.
- Creó una habitación del pánico a la que se accede por medio de tubos ubicados bajo las camas de los chicos y la de Venture.
- Creó un ambiente de realidad virtual llamado "la lata de la alegría" capaz de manifestar los deseos más profundos del usuario (específicamente deseos sexuales, por lo que puso el cerrojo por dentro para no ser interrumpido en medio de sus sesiones masturbatorias). Su fuente de energía era el corazón de un niño huérfano y fue destruida por el Dr.Orpheo por la misma razón.
- Trabajo para aislar y destruir el genoma Gay, pero dejó de investigar por protestas públicas y audiencias por parte del gobierno Norteamericano.
- Construyó un "Ojo caminante" (Aunque cuando lo hizo no tenía ningún propósito para hacerlo).
- Construyó un campo de fuerza que solo podía ser desactivado con agua mezclada con bicarbonato de sodio.
- Dio vida a una criatura del tipo Frankenstein, hecha con partes de cadáveres humanos a la que llamó "Venturestein" (Derrotando a Dios en su propio juego según sus afirmaciones).
- Creó un prototipo de sable de luz que el ejército rechazo porque ya no pelean con espadas'. La compañía de juguetes Kenner rechazo producir el sable en masa por el elevado costo para construir una unidad (200,000 dólares solo por las partes). Cabe destacar que el sable de luz nunca funciono correctamente (no cortaba nada).

- Datos: Q8770612